# 데루타
데루타(이탈리아어: Deruta)는 이탈리아 움브리아주 페루자도에 위치한 코무네다. 오랜 기간 동안 마욜리카 중심지로도 알려졌으며, 전세계적으로 수출을 하는 세라믹스로도 알려져 있다.

## 역사
아마도 로마시대의 토대를 위로 지어진 데루타는 전략적 요충지여서 6세기에 고트 전쟁과 롬바르드족에 의해 여러 공격을 받아 "폐허"를 뜻하는 다양한 명칭(Ruto, Ruta, Rupta, Direpta 그리고 Diruta)으로 불렸다. 13세기부터는 영사(Consul)가 통치하는 중세 코무네였으나 11세기이래로 이웃 도시인 페루자의 지배를 받았었다.